# 톈진 지하철 DKZ9형 전동차
톈진 지하철 DKZ9형 전동차(중국어: 天津地铁DKZ9型电动车组)는 톈진 지하철의 통근형 전동차로, 톈진 지하철 1호선에서 운행되고 있다.

## 개요
DKZ9형은 총 150대로 창춘 궤도객차와 탕산 궤도객차가 생산을 맡고 있으며 2006년 공식적으로 가동된 1호선의 최초의 냉난방 열차이다. 객실 출입문은 내장형이며, 열차 양쪽 끝에는 비상구를, 운전실 파티션의 문에는 기관사의 조작과 전방의 풍경을 볼 수 있는 유리를 설치했다. 처음에는 101-117호 열차가 4량 편성으로 운영되었고, 117-125로는 6량 편성으로 운영되었으나, 현재는 모든 열차가 6량 편성으로 확장되었으며, 확장된 객차는 탕산 궤도객차에서 생산된다. 주행 터널이 비교적 낮기 때문에 DKZ9형은 표준 B1형보다 280mm 낮다.
2016년 말, 지하철회사는 19대의 열차를 증편했고, 동시에 25대의 열차가 정비 기준을 충족해 일부 신차가 정비가 필요한 차량을 대체하여 운행되고 있다. 신차는 객실용 LED 조명, 넓은 좌석, 업데이트된 자동주행시스템(ATO), 업데이트된 네트워크 제어시스템, 더 쉽게 열 수 있는 비상탈출 통로 등 여러가지 개선 사항이 있었고, 운전실 간 벽문에 붙어 있는 유리는 제거했다.

## 편성

### 확장전
|            | DKZ9      |          |          |           |
| 객차번호   | 1         | 2        | 3        | 4         |
| 집전장치   |           | 있음     | 있음     |           |
| 객차유형   | DK57      | DK56     | DK56     | DK57      |
| 형태 구분  | 1XX1 (Tc) | 1XX2 (M) | 1XX3 (M) | 1XX4 (Tc) |
| 동력장치   | 장치1     | 장치1    | 장치2    | 장치2     |
| 기타 설비  |           |          |          |           |
| 기계 설치  | SIV       | CP       | CP       | SIV       |
| 차량 중량  |           |          |          |           |
| 승객적재량 | 224명     | 244명    | 244명    | 224명     |

### 확장후
|            | DKZ9      |          |          |          |          |           |
| 객차번호   | 1         | 2        | 3        | 4        | 5        | 6         |
| 집전장치   |           | 있음     |          | 있음     | 있음     |           |
| 객차 유형  | DK57      | DK56     | DK57     | DK56     | DK56     | DK57      |
| 형태 구분  | 1XX1 (Tc) | 1XX2 (M) | 1XX3 (T) | 1XX4 (M) | 1XX5 (M) | 1XX6 (Tc) |
| 동력장치   | 장치1     | 장치1    | 장치2    | 장치2    | 장치3    | 장치3     |
| 기타 설비  |           |          |          |          |          |           |
| 기계 설치  | SIV       | CP       |          |          | CP       | SIV       |
| 차량 중량  |           |          |          |          |          |           |
| 승객적재량 | 224명     | 244명    | 244명    | 244명    | 244명    | 224명     |

범례
- SIV : 정식변류기
- CP : 전동공기압축기